# Paesaggio con la parabola del seminatore

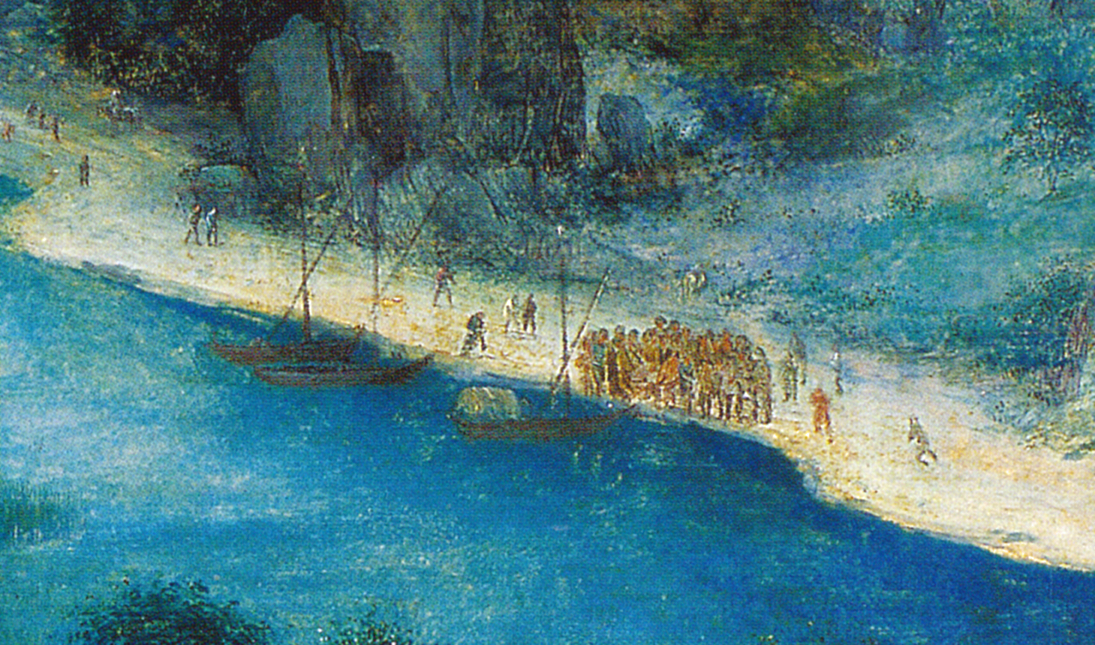
Dettaglio

Il Paesaggio con la parabola del seminatore è un dipinto a olio su tavola (74 × 102 cm) di Pieter Bruegel il Vecchio, datato 1557 e conservato nel Timken Museum of Art di San Diego. È firmato in basso a destra "[...]VEGHEL 1557".

## Storia
L'opera venne scoperta nel 1931 da Max Friedländer nella collezione F. Stuyck de Bruyère di Anversa, ritrovando la firma sotto la cornice. Venne acquistato nel 1965 dal museo statunitense. 

## Descrizione e stile
La scena si ispira al passo del Vangelo di Matteo (13, 3-8, 18-23) in cui Gesù narra la parabola del seminatore. La predicazione di Cristo è rappresentata in lontananza, sul secondo piano, dove egli sta su una barca ormeggiata sulla riva di un fiume vicino alla foce, per meglio farsi vedere e udire dalla folla che numerosa lo segue. 
Il soggetto della parabola invece, il seminatore, sta in primo piano in basso a sinistra, come un anziano che compie il gesto, enfatizzato dal pittore, di spargere la semina. I suoi sforzi sono destinati a non essere premiati che in piccolissima parte: alcuni semi infatti cadono sulla strada e sono già mangiati dagli uccelli, altri finiranno soffocati dai rovi, altri ancora germoglieranno in un terreno sassoso inaridendo presto per non potere sviluppare le radici.  Il terreno fertile è raffigurato più lontano, alle spalle del seminatore, nei campi vicini alle case. Si avverte il contrasto tra la solitudine del contadino e la folla assiepata attorno a Gesù sul lido. Solo due figure si trovano sulla sponda sinistra del fiume, nei campi bordati di alberi da frutto. 
I tre piani prospettici dell'opera sono evidenziati da una diversa predominanza coloristica: bruno in primo piano, verde per il secondo e azzurro per lo sfondo. Il paesaggio deriva da vedute locali, fiamminghi, con l'eccezione delle montagne lontane, ispirate alla visione delle Alpi durante il viaggio del 1552 circa. La particolare resa luminosa dell'atmosfera e la gradazione dei toni sviluppa una particolare naturalezza e sensibilità del paesaggio, che sarà poi alla base dello suo sviluppo come genere a sé stante.